# Умершие в июне 2009 года
Это список известных людей, соответствующих установленным критериям значимости (см. Википедия:Критерии значимости персоналий), умерших в июне 2009 года.
Причина смерти указывается лишь в исключительных случаях (убийство, самоубийство, гибель в результате военных действий, смертная казнь, ДТП или несчастные случаи). В остальных случаях — не указывается.

## Список
- 1 июня — Педру Луиш Орлеанский-Браганса[англ.] (26) — принц Бразилии; авиакатастрофа[1]
- 1 июня — Барбато, Сильвио (50) — итальяно-бразильский оперный дирижёр и композитор; авиакатастрофа[2]
- 1 июня — Александр Потупа (64) — физик, философ, писатель, популяризатор науки[3].
- 1 июня — Тутеволь, Игорь Николаевич (67) — советский и российский партийный государственный деятель[4].
- 2 июня — Расул Исетов (84) — Герой Советского Союза.
- 2 июня — Фаик Мухаметзянов (88) — поэт, журналист.
- 2 июня — Цинман, Григорий Семёнович (57) — главный режиссёр Саратовского ТЮЗа (2007—2009), народный артист России[5]
- 2 июня — Эддингс, Дэвид (77) — американский писатель-фантаст[6]
- 3 июня — Сэм Бутэра[англ.] (81) — американский джазовый саксофонист и певец.
- 3 июня — Тэйлор, Коко (80) — блюзовая певица[7]
- 3 июня — Дэвид Кэррадин (72) — американский киноактёр, несчастный случай[8]
- 3 июня — Джон Кэмпбелл Росс (110) — австралийский долгожитель.
- 3 июня — Молоко Темо (134, не верифицировано) — долгожительница из ЮАР[9]
- 4 июня — Лев Броварский (60) — советский футболист и украинский тренер; рак[10]
- 4 июня — Владимир Кабо (84) — советский и австралийский этнограф-австраловед[11].
- 4 июня — Сагадеев, Жан Артурович (41) — рок-музыкант, лидер московской группы «Э. С. Т.»[12]
- 4 июня — Пётр Худов (90) — Герой Советского Союза.
- 5 июня — Покровский, Борис Александрович (97) — советский и российский режиссёр, главный режиссёр Большого театра в 1952—1963 и 1970—1982 годах, народный артист СССР[13]
- 5 июня — Магомедтагиров, Адильгерей Магомедович (52) — министр внутренних дел Республики Дагестан, Герой России (посмертно); убийство[14]
- 5 июня — Мотвани, Раджив (47) — американский программист, профессор; утонул[15][16]
- 6 июня — Жан Доссе (92) — французский иммунолог, лауреат Нобелевской премии по медицине[17]
- 6 июня — Библик, Валентин Васильевич (82) — Герой Социалистического Труда, заслуженный машиностроитель Украины[18]
- 7 июня — Дмитрий Затонский (86) — украинский литературовед, литературный критик.
- 7 июня — Сиаоси Туихала Алипате Тупоу Ваеа (88) — премьер-министр Тонги (1991—2000)
- 7 июня — Харис Юсупов — основатель южноуральской школы дзюдо в Челябинске.
- 8 июня — Овчинникова, Александра Яковлевна (94) — председатель Президиума Верховного Совета Якутской АССР (1963—1979)[19]
- 8 июня — Омар Бонго (73) — президент Габона в 1967—2009; рак[20]
- 8 июня — Журавлёва, Анна Ивановна (70) — историк литературы; лейкоз[21]
- 8 июня — Квасников, Александр Юрьевич (53) — бывший начальник штаба — первый заместитель командующего Космическими войсками, генерал-лейтенант[22]
- 8 июня — Орлов, Яков Никифорович (91) — майор Советской Армии, участник Великой Отечественной войны, Герой Советского Союза.
- 9 июня — Звонимир Беркович (80) — югославский кинорежиссёр[23]
- 9 июня — Анджей Садовский (82) — польский сценограф, педагог.
- 10 июня — Свиридов, Виктор Иванович (59) — Герой Российской Федерации (2008), председатель агрокооператива имени Ворошилова Труновского района Ставропольского края[24]
- 11 июня — Сумирэ (21) — японская модель (Sumire).
- 11 июня — Алябьев, Вячеслав Михайлович (75) — советский футболист, играл в Шахтере (Донецк). Обладатель звания Мастер спорта (1961 год)[25]
- 11 июня — Вайнер, Георгий Александрович (71) — советский и российский писатель и журналист, брат и соавтор писателя и сценариста Аркадия Вайнера[26]
- 12 июня — Феликс Маллум (76) — бывший президент Республики Чад (1975—1979)[27]
- 13 июня — Башир Аушев[англ.]* (62) — вице-премьер Ингушетии, двоюродный брат бывшего президента республики Руслана Аушева; убийство[28]
- 13 июня — Николаев, Александр Петрович (90) — Герой Советского Союза[29]
- 13 июня — Паньковский, Сергей Игоревич (53) — белорусский историк, философ и политолог[30].
- 13 июня — Синько, Михаил Семёнович (85) — Герой Советского Союза[31]
- 14 июня — Вельяминов, Пётр Сергеевич (82) — советский и российский актёр театра и кино, народный артист РСФСР; пневмония[32]
- 14 июня — Кацынский, Анатолий Александрович (82) — Народный артист Российской Федерации, актёр Вахтанговского театра[33]
- 14 июня — Абасов, Ариф Микаэлович — томский футболист, общественный и спортивный деятель. Умер от инфаркта, перед началом обслуживаемого им в качестве инспектора футбольного матча «Океан» — «Смена»[34]
- 15 июня — Дагдангийн Амгалан (75) — народный художник Монголии.
- 16 июня — Сергей Беспалько (68) — заслуженный тренер Азербайджана по баскетболу[источник не указан 4413 дней].
- 16 июня — Олег Вакуловский (48) — журналист, ведущий телепрограммы «Взгляд», создатель одной из первых российских коммерческих радиостанций «Радио Рокс», программы Радио России о коррупции «Очная ставка»[35]
- 16 июня — Скрынников, Руслан Григорьевич (78) — историк, доктор исторических наук[36]
- 16 июня — Цибизов, Леонид Герасимович (84) — Герой Советского Союза[37]
- 16 июня — Кибирев, Сергей Феодосьевич (59) — депутат Новосибирского областного Совета депутатов, кандидат в мэры Новосибирска в 2004 и 2009 годах.[38]
- 16 июня — Смирнов, Станислав Алексеевич (55) — председатель Российской Торгово-промышленной палаты (1991—2001)[39]
- 17 июня — Ральф Дарендорф (80) — англо-германский социолог, социальный философ, политолог и общественный деятель[40]
- 17 июня — Николай Петрович Коломиец (66) — украинский хореограф, Народный артист Украины[источник не указан 4413 дней].
- 18 июня — Элтун Искендеров (18) — азербайджанский пограничник, Национальный герой Азербайджана[источник не указан 4413 дней].
- 18 июня — Мариана Бриди да Коста (20) — бразильская фотомодель; сепсис[источник не указан 4413 дней]
- 19 июня — Томодзи Танабэ (113) — житель Японии, считавшийся самым пожилым мужчиной на планете[41]
- 19 июня — Анна Штахановская (92) — Четырёхкратная чемпионка СССР в спринтерской гонке.
- 20 июня — Сабуров, Евгений Фёдорович (63) — бывший министр экономики РСФСР (1991)[42]
- 20 июня — Катаев, Илья Евгеньевич (70) — советский композитор, сын писателя Евгения Петрова[43]
- 20 июня — Рэмплинг, Годфри (100) — британский атлет, олимпийский чемпион 1936 года, отец Шарлотты Рэмплинг[44]
- 20 июня — Александр Шишкин (46) — советский и российский хоккеист (с мячом); мастер спорта России международного класса[источник не указан 4413 дней].
- 21 июня — Евгений Белозеров (69) — Заслуженный строитель Украины, академик Академии строительства Украины[источник не указан 4413 дней].
- 22 июня — Меднов, Виктор Иванович (81) — боксёр, серебряный призёр Олимпийских игр 1952 г.[45]
- 22 июня — Иткис, Моисей Абрамович (80) — заслуженный мастер спорта СССР по пулевой стрельбе (винтовка), многократный чемпион мира, Европы и СССР[46]
- 22 июня — Азизян, Ирина Атыковна (74) — российский искусствовед, архитектор и живописец[неавторитетный источник]
- 22 июня — ван Миерт, Карел (67) — бельгийский политик[47]
- 22 июня — Осповат, Лев Самойлович (86) — русский и советский литературовед и литературный критик.
- 23 июня — Кошоев, Темирбек Кудайбергенович (77) — бывший председатель Президиума Верховного Совета Киргизской ССР (1981—1987)[48]
- 23 июня — МакМахон, Эд[англ.] (85) — американский актёр, телеведущий[49].
- 23 июня — Мануэль Саваль (53) — мексиканский актёр, снимавшийся в сериале «Просто Мария»; рак[50]
- 24 июня — Леблан, Ромео (81) — генерал-губернатор Канады (1995—1999)[51]
- 25 июня — Фэрра Фосетт (62) — американская актриса; рак прямой кишки[52]
- 25 июня — Майкл Джексон (50), американский певец, танцор, непреднамеренное убийство[53].
- 25 июня — Зинаида Стагурская (38) — белорусская велогонщица, чемпионка мира; ДТП[54]
- 26 июня — Амнон Капелюк — франко-израильский журналист и писатель[неавторитетный источник].
- 26 июня — Ковалевский, Александр Павлович (52) — русский певец и композитор; ДТП[55]
- 26 июня — Синегубов, Николай Трофимович (83) — председатель Тульского облисполкома (1976—1986)[56]
- 27 июня — Анатолий Кекин (50) — мэр Минусинска; утонул[57]
- 27 июня — Павел Кулешов (85) — подполковник МВД СССР, участник Великой Отечественной войны, Герой Советского Союза.
- 27 июня — Гэйл Сторм (87) — американская актриса и певица[58]
- 28 июня — Моравская, Лариса Эдуардовна (48) — российская артистка театра РАМТ[59]
- 28 июня — Иванов, Анатолий Васильевич (67) — режиссёр театра, народный артист РФ, лауреат Государственной премии[60]
- 28 июня — Мирек, Альфред Мартинович (86) — российский музыкант (аккордеон, гармоника), педагог, профессор[61]
- 28 июня — Калугин, Игорь Михайлович (71) — командующий Дальней авиацией (1990—1997), генерал-полковник в отставке[62]
- 28 июня — Алексей Цветков (85) — российский и советский скульптор-анималист.
- 29 июня — Яков Дамский (75) — советский шахматист, шахматный журналист, мастер спорта СССР по шахматам, международный арбитр.
- 30 июня — Пина Бауш (68) — немецкая танцовщица и хореограф[63]
- 30 июня — Ши Пэйпу (71) — китайский артист и разведчик.